# Carsten Schlangen
Carsten Schlangen (Meppen, 31 december 1980) is een Duitse middellangeafstandsloper, die gespecialiseerd is in de 1500 m. Hij nam tweemaal deel aan de Olympische Spelen, maar won hierbij geen medailles.

## Biografie
In 2008 nam Schlangen deel aan de Olympische Spelen in Peking. In de halve finale van de 1500 m eindigde hij achtste en werd hij uitgeschakeld. In 2010 kon Schlangen zich plaatsen voor de finale van de 1500 m op de Europese kampioenschappen in Barcelona. In deze finale liep Schlangen in een tijd van 3.43,52 naar een zilveren medaille. Op de Olympische Zomerspelen 2012 in Londen wist hij zich bij zijn tweede olympische optreden wederom niet te plaatsen voor de finale. Een jaar later tijdens de wereldkampioenschappen in Moskou bereikte hij de halve finales, waar hij in een tactische en langzame race als tiende eindigde in 3.44,44.

## Titels
- Duits kampioen 1500 m – 2006, 2007, 2009, 2010, 2011, 2013
- Duits indoorkampioen 1500 m – 2008
- Duits indoorkampioen 3000 m - 2010

## Persoonlijke records
Outdoor
| Afstand | Prestatie | Datum        | Plaats              |
| ------- | --------- | ------------ | ------------------- |
| 800 m   | 1.46,81   | 6 juni 2008  | Kassel              |
| 1000 m  | 2.17,44   | 27 mei 2008  | Königs Wusterhausen |
| 1500 m  | 3.33,64   | 6 juli 2012  | Bottrop             |
| 3000 m  | 7.51,17   | 28 juli 2006 | Leverkusen          |

Indoor
| Afstand | Prestatie | Datum            | Plaats       |
| ------- | --------- | ---------------- | ------------ |
| 1500 m  | 3.38,47   | 24 februari 2008 | Sindelfingen |
| 3000 m  | 7.51,90   | 26 januari 2008  | Potsdam      |

## Palmares

### 1500 m
- 2006: 10e in series EK - 3.42,62
- 2008: 3e in series WK indoor - 3.41.54
- 2008: 8e in ½ fin. OS - 3.37,94
- 2009: 4e in series EK indoor - 3.43,45
- 2009: 9e in series WK - 3.44,00
- 2010:  EK – 3.43,52
- 2011: 4e EK indoor – 3.41,55
- 2012: 11e in series EK - 3.46,52
- 2012: 11e in ½ fin. OS - 3.38,23
- 2013: 10e in ½ fin. WK - 3.44,44